# ان‌جی‌سی ۷۰۸۱
ان‌جی‌سی ۷۰۸۱ (انگلیسی: NGC 7081) یک کهکشان مارپیچی است که در فاصله ۱۳۰ میلیون سال نوری از زمین در صورت فلکی دلو قرار دارد. کهکشان NGC 7081 توسط ستاره شناس ویلیام هرشل در ۱۰ اکتبر ۱۷۹۰ کشف شد.